# Райс, Томас (футболист)
Томас Райс (нем. Thomas Reis; род. 4 октября 1973, Вертхайм, Баден-Вюртемберг) — немецкий футболист, полузащитник; тренер.

## Карьера игрока
Игровую карьеру Томас начинал в школе футбольного клуба «Вертхайм-Айхель» из своего родного города. После этого были выступления за молодёжные команды Штутгарта и франкфуртского «Айнтрахта», где Райс начал и свою профессиональную карьеру. Не сумев закрепиться в основе франкфуртцев, Райс перешёл в «Бохум», выступавший тогда во Второй Бундеслиге. Первый же сезон в новом клубе оказался удачным — «Бохум» поднялся в элитный дивизион немецкого футбола. Следующие сезоны проходили с переменным успехом: вместе с клубом Томас перемещался между Первой и Второй Бундеслигами. В 2003 году состоялся переход игрока в «Аугсбург». Затем в течение сезона Райс выступал за «Айнтрахт» Трир. Активную карьеру игрока Томас завершил выступлениями за мангеймский «Вальдхоф».

## Карьера тренера
Большая часть тренерской карьеры Томаса Райса прошла в структуре «Бохума»: он был тренером команд юношей разных возрастов, а также женского состава команды. Единственным исключением стала работа Райса с молодёжным составом «Вольфсбурга». Наконец, 6 сентября 2019 Томас занял должность главного тренера «Бохума», приняв руководство командой, которая после пяти туров Второй Бундеслиги занимала предпоследнюю строчку с двумя очками в активе. В сезоне 2020/2021 Райсу удалось вывести «Бохум» в высший дивизион после 11 лет, проведённых во втором по силе дивизионе Германии.
После провального старта сезона 2022/23 — ноль очков в шести матчах, разгромное поражение от «Баварии» (0:7) — Райс был уволен с должности главного тренера 12 сентября 2022. Вакантную должность временно занял Хайко Бучер.

## Достижения

### В качестве тренера

#### «Бохум»
- Победитель Второй Бундеслиги: 2020/21